# 뒤베르제의 법칙
뒤베르제의 법칙은 “단순다수대표제가 양당제를 가져 오고”, "비례대표제가 다당제를 가져온다"는 정치학의 법칙이다.
이런 경향을 발견한 사람은 프랑스의 정치학자이자, 법학자, 사회학자인 모리스 뒤베르제이다. 그는 선거제도가 정당체제에 영향을 미친다는 것을 발견하고 1950-60년대 몇몇 논문과 저서에 이를 발표했다. 후에 다른 정치학자들이 관련 주제에 더 깊은 연구를 통해 이런 경향을 “법칙”으로 부르기 시작했다.

## 원인과 작동원리
프랑스의 정치학자 모리스 뒤베르제(Moris Duverger)가 그의 저서 정당론(1951)에서 각국의 선거제도와 정당수 간의 관계에 관한 가설과 법칙을 제안하였다. 이 법칙은 첫째, "단순 다수제는 양당제와 친화성이 있"고 둘째, "결선투표제와 비례대표제는 다당제와 친화성이 있"다는 것이었다.
뒤베르제는 다수대표 소선거구제가 양당제와 친화적인 이유를 2가지 제시했다. 하나는 "통합"(연합도 통합과 유사하다)으로 약한 정당들이 상호 통합하거나 큰 정당에 흡수되기 때문이고, 다른 하나는 유권자들이 점차적으로 약한 정당은 당선가능성이 없다고 여겨 포기하면서 유권자에 의한 "제거"되기 때문에 소선거구제가 양당제와 친화적이라고 보았다.
뒤베르제가 제시한 예처럼 급진적 성향의 유권자 8만명, 온건한 성향의 10만명이 있다고 가정하고, 급진적 후보가 1명 출마하고, 온건한 후보가 2명 출마한 경우 온건한 후보 하나가 2만표 이하를 득표하지 않는 한 급진적 후보가 당선된다. 하지만 유권자들은 전략적으로 사고해, 상대적으로 강한 후보에 집중적으로 투표해 급진적 후보를 낙선시킨다. 이런 상황에서 온건한 정당 2개는 서로 통합하거나, 하나가 없어지게 된다. 이런 과정을 거쳐 양대 정당으로 수렴되는 현상이 나타나며 뒤베르제는 이를 양극화라 칭했다.
소선거구제에서는 지역구에서 1인만을 선출하기 때문에 유권자는 1인에게만 투표하게 된다. 그렇기 때문에 소선거구제는 제3당의 발전을 억제하고 양대 정당에 유리하게 작용한다. 이러한 추정에는 소선거구제에서 실제로 당선될 가능성이 있는 후보는 소수에 불과하다는 생각이 깔려 있다. 합리적으로 생각하는 유권자는 자신이 선호하는 정당의 후보보다 당선가능성이 높은 후보에 투표하게 된다. 이렇게 표는 당선가능성이 높은 소수, 즉 어느정도 우파와 어느정도 좌파 양당에 집중된다.
비례대표제, 특히 전국을 하나의 선거구로 하는 이스라엘 같은 경우, 선거제도가 다당제를 촉진시킨다. 득표수가 정당의 의석을 결정하기 때문에, 새로운 정당은 틈새 공략을 통해 발전할 여지가 있다. 그래서 비례대표제는 다당제와 친화적이다.

## 반증
단순다수대표제가 양당제와 친화성이 높다는 주장에 반례가 많다.
- 인도에는 다수의 지역정당이 있다.
- 스코틀랜드에도 최근까지 단순다수대표제나 유사한 제도가 있었음에도 여러 개의 의미있는 정당들이 경쟁을 했다.
- 핀란드에는 주요 3당(중앙당, 사민당, 국민연합)이 있고, 의회의 의석을 가진 정당은 8개나 된다.
- 한국의 1988년 총선은 중선거구제에서 소선거구제도로 선거제를 개혁하고 치른 선거였으나 지역주의에 기반한 4개의 주요정당이(민정당,민주당,평민당,공화당) 경쟁하는 다당제가 만들어졌다.

비례대표제가 다당제와 친화성이 높다는 주장에 대한 반례도 있다.
- 몰타에서는 비례대표제의 일종인 단기이양식 투표제를 실시하고 있지만 양당제를 유지하고 있다.
- 호주 상원의 경우 비례대표제로 소수 정당이 의석을 얻을 가능성이 있지만 여전히 양당제의 경향이 나타나고 있다.

## 평가 및 수정
뒤베르제의 법칙은 많은 비판을 받고 있다. 일부 학자들은 빈부간의 갈등 같이 한 가지 균열구조를 가진 사회의 경우 법칙이 타당하지만, 종교와 지역, 문화, 언어 등 여러 가지 균열구조가 혼재하는 사회의 경우 이 법칙이 잘 맞지 않는다는 점을 지적하기도 한다. 또 특정 세력이 한 지역에 집중되어 있느냐, 아니면 여러지역에 흩어져 있느냐도 법칙적용에 영향을 미친다고 주장한다. 가령 특정 소수민족이나 문화집단이 특정지역에 집중되어 있는 경우 다수대표제에서도 다당제가 출현할 수 있다.
라이커(W. H. Riker)는 뒤베르제의 법칙중 "단순 다수제는 양당제와 친화성이 있다"는 부분은 작동과 원리상 타당하지만, "결선투표제와 비례대표제는 다당제와 친화성이 있다"는 부분에 대해서 경험적 사례들에 의해 부정된다고 주장했다.
툴록(G. Tullock)같은 학자들은 많은 반례에도 불구하고 뒤베르제의 법칙은 타당하다는 입장을 밝혔다. 하지만 "이 법칙이 실현되는데 200년이 걸리지만"이라는 단서들 달아 법칙의 실현이 단기간에 이루어지는 것이 아니라 오랜 기간 동안 해당 선거제도가 적용되어야 그 효과가 나타난다고 주장했다.
최근의 몇몇 연구자들은 선거제도가 정당체제에 영향을 미치는 것이 아니라 정당체제가 선거제도에 영향을 미친다는 면서 뒤베르제의 법칙을 수정하고 있다. 단순다수대표제에서 비례대표제로 선거제도를 개혁한 사례들은 주로 2개보다 많은 유효정당수가 있는 정당체제에서 이루어지며, 비례대표제 도입이후에도 실질적 유효정당수가 증가하지 않음을 보여주고 있다.

## 같이 보기
- 세제곱 법칙